# هوراس انگدال
هوراس انگدال (سوئدی: Horace Engdahl؛ زادهٔ ۳۰ دسامبر ۱۹۴۸) مترجم، نویسنده، هیئت علمی، و منتقد ادبی و منتقد رقص، اهل سوئد است. درکمون شپس‌هولم در استکهلم متولد شد، او به عنوان عضو آکادمی سوئد در ۱۶ اکتبر انتخاب شد و در تاریخ ۲۰ دسامبر همان سال به عنوان جانشین یوهاننس ادفلت (Johannes Edfelt) در صندلی شماره ۱۷ انتخاب شد و دبیر دائمی آکادمی به مدت ده سال (۱۹۹۹ تا ۲۰۰۹) بود.

## زندگی‌نامه
انگدال در سال ۱۹۴۸ در جزیره اسکس‌هولمن (Skeppsholmen) از جزایر استکهلم متولد شد و در شهرهای استکهلم و کلسکرونا بزرگ شد. پدرش افسر و مادرش خانه‌دار بود و هر دو آنها از خانواده متوسطی بودند. او اولین سال تحصیل را به مدرسه انگلبرکتس اسکولان رفت تا اینکه پدرش به کلسکرونا منتقل شد. در سن یازده سالگی، خانواده به استکهلم برگشت و هوراس به مدرسه واساریال منتقل شد (او با کریستر پترسن همکلاس شد)
انگدال پس از تحصیل در رشته ادبیات در دانشگاه استکهلم، دکترای خود را در سال ۱۹۸۷ با دفاع از پایان‌نامه خود: (متنی عاشقانه) دریافت کرد. او در سالهای ۱۹۷۰–۱۹۸۰ همراه با، دو نفر دیگر به نامهای ستیگ لاشون و آندش اولسون عضو هیئت تحریریه مجله کرایس بود. او در دهه ۱۹۸۰ تا۱۹۹۹۰به عنوان منتقد ادبی و منتقد رقص فعال بود. در سالهای ۱۹۸۹ – ۱۹۹۸ در هیئت تحریریه فرهنگی روزنامه داگنزی‌هتر کار می‌کرد.
در سال ۱۹۹۷ به عنوان عضو آکادمی سوئد در صندلی ،۱۷جانشین یوهاننس ادفلت شد، و به عنوان دبیر دائمی آکادمی سوئد ، انتخاب گردید. در سالهای ۱۹۹۹ تا ۲۰۰۹ به عنوان مجری برگزاری مراسم برنده جایزه نوبل ادبیات (کاری که همیشه متعلق به دبیر دائمی آکادمی بود) شناخته می‌شد. هوراس انگدال در ژوئن ۲۰۰۹ از کار دبیرخانه کناره‌گیری کرد و جانشین او، پتر انگلوند، مورخ و نویسنده، اداره آکادمی را برعهده گرفت.
انگدال پس از ۲۰۰۴ استاد ادبیات نوردیک در دانشگاه آرهوس بود. او همچنین تا آوریل ۲۰۰۹ عضو هیئت مدیره اپرای پادشاهی بود. در سال ۲۰۱۴، انگدال در مسابقه بابلز در تلویزیون سراسری سوئد، شرکت کرد و متنی را از بنی آندشون نوشت. کار ادبی انگدال، به نام بادکنک سال نو، برنده مسابقه شد. وی در بهار سال ۲۰۱۶ یکی از شخصیت‌های اصلی در برنامه‌های تلویزیونی کمدین سوئدی لیو استورم‌کوئیست (Liv Strömquist) در تلویزیون سراسری سوئد (SVT) بود.

## خانواده
هوراس انگدال پسر رولاند انگدال فرمانده عالیرتبه ارشد نظامی و برادر ناخدا ستفن انگدال است. او در سال‌های ۱۹۸۹ تا ۲۰۱۴ با اببا ویت - برتستروم ازدواج کرد و از او سه فرزند پسر دارد. وی از سال ۲۰۱۸ با نویسنده و منتقد ادبیات ستینا اوتتربری زندگی می‌کند.